# Gerry Hamstra
Gerry Hamstra (Groningen, 19 juni 1970) is een Nederlandse voetbaltrainer. Voordat hij trainer werd, was hij speler van Oranje Nassau, FC Lewenborg, Hellas VC en GRC Groningen. Van april 2021 tot april 2023 was hij technisch manager bij Ajax.

## Amateurtrainer
Na zijn afscheid als speler werd hij trainer, eerst 5 jaar voor Drachtster Boys, daarna voor Achilles 1894, gevolgd door SC Genemuiden waar hij diverse prijzen in het amateurvoetbal won. Daar wekte hij door zijn prestaties de interesse van FC Emmen, dat zojuist trainer Jan van Dijk had ontslagen.

## FC Emmen
Hamstra besloot op het aanbod in te gaan en begon zo aan zijn eerste klus in het betaalde voetbal. Een droom die uitkomt zo verklaarde Hamstra later. Na het eerst halve jaar als trainer was het bestuur van FC Emmen zeer te spreken over de trainer. Ze besloten in overleg met Gerry Hamstra een nieuw contract tot en met het seizoen 2009/2010 te tekenen, maar op 13 oktober 2008 werd hij ontslagen wegens tegenvallende resultaten. Het bestuur zag geen verbetering en besloot hem te ontslaan.

## De jeugd van Vitesse
Vanaf de zomer van 2009 is Hamstra hoofd opleidingen bij de jeugd van Vitesse Voetbal Academie. Het eerste seizoen combineerde hij deze functie met het trainerschap van de A1, waarmee hij kampioen werd. In het seizoen 2010/2011 is Hamstra naast hoofd opleiding trainer van Jong Vitesse. Marino Pusic neemt zijn taak als trainer van de A1 over. Met de beloften won hij in dat seizoen de KNVB beker.

## Carrière
| Club                     | Competitie          | Periode    | Functie              |
| ------------------------ | ------------------- | ---------- | -------------------- |
| Drachtster Boys          | Hoofdklasse         | 1996–2001  | Hoofdtrainer         |
| Achilles 1894            | Hoofdklasse         | 2001–2003  | Hoofdtrainer         |
| SC Genemuiden            | Hoofdklasse         | 2003–2007  | Hoofdtrainer         |
| FC Emmen                 | Eerste divisie      | 2006–2009  | Hoofdtrainer         |
| Vitesse Voetbal Academie | -                   | 2009–2016  | Hoofd jeugdopleiding |
| Jong Vitesse             | Beloften Eredivisie | 2010–2012  | Coach beloften       |
| sc Heerenveen            | Eredivisie          | 2016–2021  | Technisch manager    |
| Ajax                     | Eredivisie          | 2021–2023  | Technisch manager    |
| PEC Zwolle               | Eredivisie          | 2024–heden | Technisch directeur  |